# Gulliver's Travels (1939)
Gulliver's Travels (Gullivers reizen) is een Amerikaanse animatiefilm uit 1939, gebaseerd op het boek Gulliver's Travels van Jonathan Swift. Het is de eerste en de enige succesvolle lange animatiefilm van de Fleischer Studios. Het was ook de eerste Amerikaanse langspeelanimatiefilm die niet door Walt Disney was gemaakt. De film bevindt zich in het publiek domein.
Gulliver, een zeeman, spoelt aan op een eiland. Hij wordt ontdekt door een dwergvolkje, de Lilliputters. Aanvankelijk zijn de Lilliputters bang voor hem. Dit verandert als hij hen helpt in de strijd tegen een ander dwergvolk, de bewoners van het naburige eiland Blefuscu. De Lilliputters nemen Gulliver op als hun geheime wapen. Ondertussen zijn de prinses van de Lilliputters en de prins van Blefuscu heimelijk op elkaar verliefd. Gulliver helpt hen om bij elkaar te komen en de twee volken te verzoenen.

## Verhaal

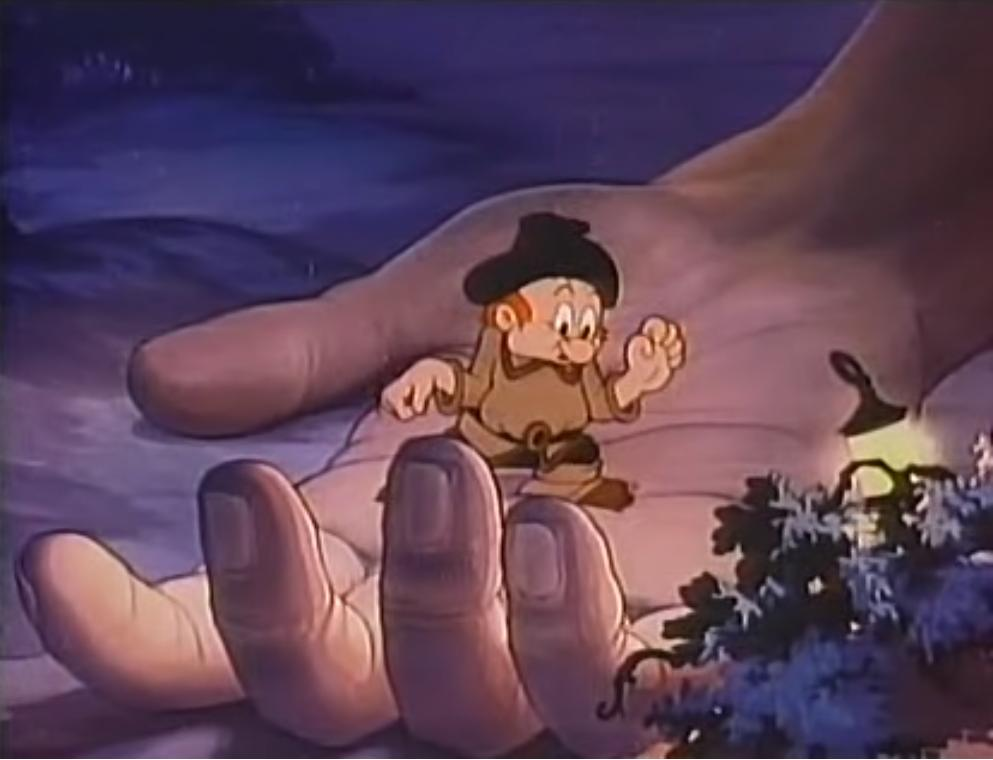
Gulliver wordt ontdekt door Gabby de Lilliputter

Het verhaal speelt zich af in 1699. Het begint met een zware storm, waarin een Engels schip zinkt. De enige overlevende is Lemuel Gulliver, die schipbreuk lijdt en terechtkomt op een onbekend strand. Uitgeput valt hij in slaap. Hij wordt ontdekt door de zingende strandwachter Gabby. Gabby is een Lilliputter: een zeer kleine mensachtige. Gabby ziet eerst niet dat het enorme voorwerp op het strand een mens is. Wanneer hij dit echter doorheeft, raakt hij in paniek en snelt naar zijn koning.
De koning van Lilliput, koning Little, heeft andere zorgen aan zijn hoofd. Hij stond op het punt om zijn dochter te laten trouwen met de prins van Blefuscu. De heetgebakerde koning Bombo van Blefuscu heeft het hele feest afgeblazen. De reden hiervoor is dat Bombo wil dat op het trouwfeest het volkslied van Blefuscu wordt gespeeld. Dit is echter niet acceptabel voor de Lilliputters, en nu verkeren de twee dwergvolken in een staat van oorlog. Dit tot verdriet van prinses Glory van Lilliput en prins David van Blefuscu, die van elkaar houden.
Gabby doet echter zijn uiterste best om koning Little te laten luisteren. Dit doet de koning pas als Gabby suggereert dat Gulliver wellicht een spion is. De Lilliputters verzamelen zich en gaan op weg naar het strand, om Gulliver gevangen te nemen.
Gulliver, die nog steeds slaapt, merkt niets van de kleine mannetjes die hem met veel geduld vastbinden. Hij wordt op een kar geladen en naar Lilliput gebracht. In Lilliput wordt Gulliver wakker. De Lilliputterse touwen zijn niet sterk genoeg om hem te houden en hij weet zich dan ook moeiteloos te bevrijden. De Lilliputters vluchten hun huizen in. Gulliver laat merken dat hij geen kwaad in de zin heeft en stelt zich ten dienste van koning Little. Deze accepteert zijn hulp. Als de soldaten van Blefuscu aanvallen, is het voor Gulliver niet moeilijk ze te verjagen. Voor de Lilliputters is het duidelijk dat Gulliver een machtig wapen is voor hen. Hij krijgt dan ook alle verzorging die hij nodig heeft.
Ondertussen heeft de koning van Blefuscu zijn spionnen in Lilliput opdracht gegeven om Gulliver te vermoorden, zodat hij Lilliput kan overwinnen. De spionnen stelen Gullivers pistool en bereiden zich erop voor om dit tegen hem te gebruiken. Door hun onhandigheid mislukt dit enkele keren.
Gulliver praat inmiddels met prinses Glory en prins David, die elkaar stiekem moeten ontmoeten. Hij besluit hen te helpen om de twee dwergvolken weer te verzoenen. Hij stelt voor dat beide volksliederen voortaan tegelijk worden gezongen.
Als de postduif van de spionnen van Blefuscu wordt onderschept door Gabby, ontdekken de Lilliputters dat koning Bombo een geheime aanval heeft gepland. De beide volken brengen hun volledige leger op de been voor een allesbeslissende veldslag. Gulliver probeert beide volken tot de orde te roepen, maar ze luisteren niet naar hem. Als de spionnen van Blefuscu het pistool op Gulliver richten en afvuren, weet prins David dit net op tijd te verijdelen. Koning Bombo treurt om het verlies van zijn zoon.
Gulliver wijst de twee koningen erop hoe onzinnig de oorlog tussen beide volken is en weet een verzoening te bewerkstelligen.
Uiteindelijk blijkt prins David niet dood te zijn, en hij en prinses Glory trouwen alsnog met elkaar. De twee dwergvolken verenigen zich en bouwen een nieuw schip voor Gulliver. Hiermee kan hij terug naar huis varen.

## Rolverdeling
| Engels         | Stem               | Nederlands     | Stem (2001)           |
| -------------- | ------------------ | -------------- | --------------------- |
| Gulliver       | Sam Parker         | Gulliver       | Wiebe-Pier Cnossen    |
| Gabby          | Pinto Colvig       | Babbel         | Johnny Kraaijkamp jr. |
| King Little    | Jack Mercer        | Koning Klein   | Fred Butter           |
| King Bombo     | Tedd Pierce        | Koning Bombo   | Hero Muller           |
| Princess Glory | Jessica Dragonette | Prinses Gloria | Bernadette Kraakman   |
| Prince David   | Lanny Ross         | Prins David    | Rolf Koster           |

## Citaten

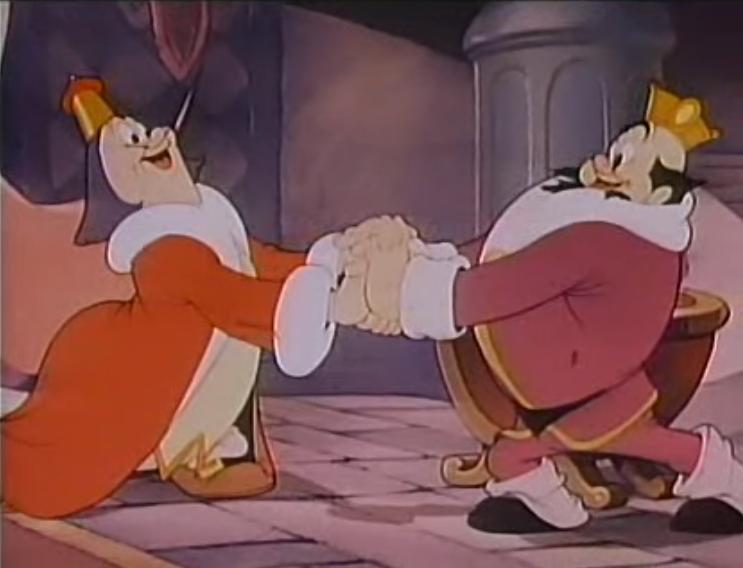
Koning Little van Lilliput en koning Bombo van Blefuscu

- Gabby: (zingt): "Oh, well, what a rainy day. / Never mind that cloud, behind that cloud you'll find in all that rain" ("Tjonge, wat een regenachtige dag. / Laat die wolk maar zitten, daarachter vind je nog meer regen").
- Gabby: "There's a giant on the beach!" ("Er ligt een reus op het strand" – herhaaldelijk omdat koning Little hem niet wil aanhoren)
- Gabby: (tegen King Little): "A war? Do you suppose he could be a, a spy?" ("Oorlog? Zou hij een spion kunnen zijn?")
Koning Little: "Who's a spy? WHO'S A SPY?" ("Wie is een spion? WIE IS EEN SPION?")
Gabby: (wordt paars in het gezicht) "THE GIANT ON THE BEACH!" ("DE REUS OP HET STRAND!")

## Achtergrond

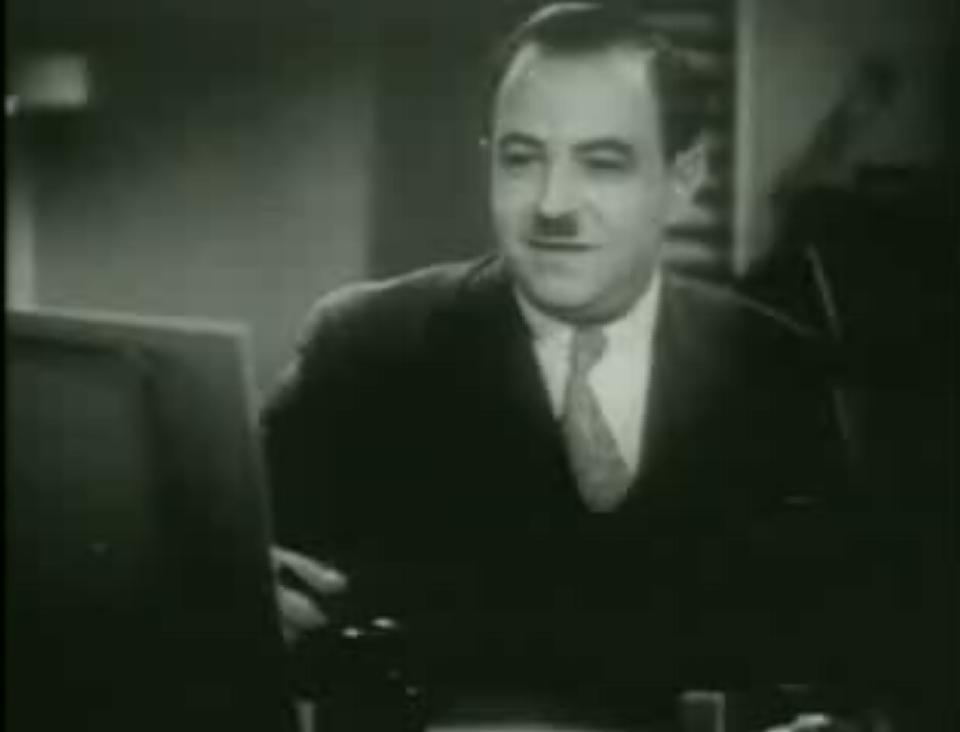
Max Fleischer

Disneys Sneeuwwitje en de zeven dwergen (1937) was de eerste Amerikaanse lange animatiefilm, en direct een commercieel succes. Paramount Pictures, een van Disneys grootste concurrenten, besloot dit succes te evenaren. Voor de productie werd Fleischer Studios benaderd, waarmee Paramount al langer samenwerkte. Fleischer Studios gold al als een grote concurrent van Disney op het gebied van korte tekenfilms, dus dit was een logische stap.
Aanvankelijk hadden de broers Fleischer geen intentie om een avondvullende tekenfilm te maken. Paramount haalde hen over door een nieuwe, moderne studio in Miami Beach, Florida aan te bieden. De Fleischers, die te maken hadden met een staking in hun studio in New York, gingen hiermee akkoord.
De keuze voor het verhaal viel op Swifts Gulliver's Travels omdat dit een van Max Fleischers favoriete boeken was. In het voorjaar van 1938 begonnen de Fleischers met het werk aan Gulliver's Travels, terwijl in Miami de nieuwe studio werd gebouwd. In de herfst van dat jaar vond de verhuizing naar Florida plaats. Paramount legde een grote tijdsdruk op Fleischer Studios en eiste dat de film voor de kerst van 1939 klaar moest zijn. Om hieraan te kunnen voldoen werd nieuw personeel aangetrokken uit Hollywood, waaronder een aantal tekenaars van de Disney Studios. Het personeelsbestand van Fleischer Studios groeide hierdoor van 200 naar meer dan 700 werknemers.

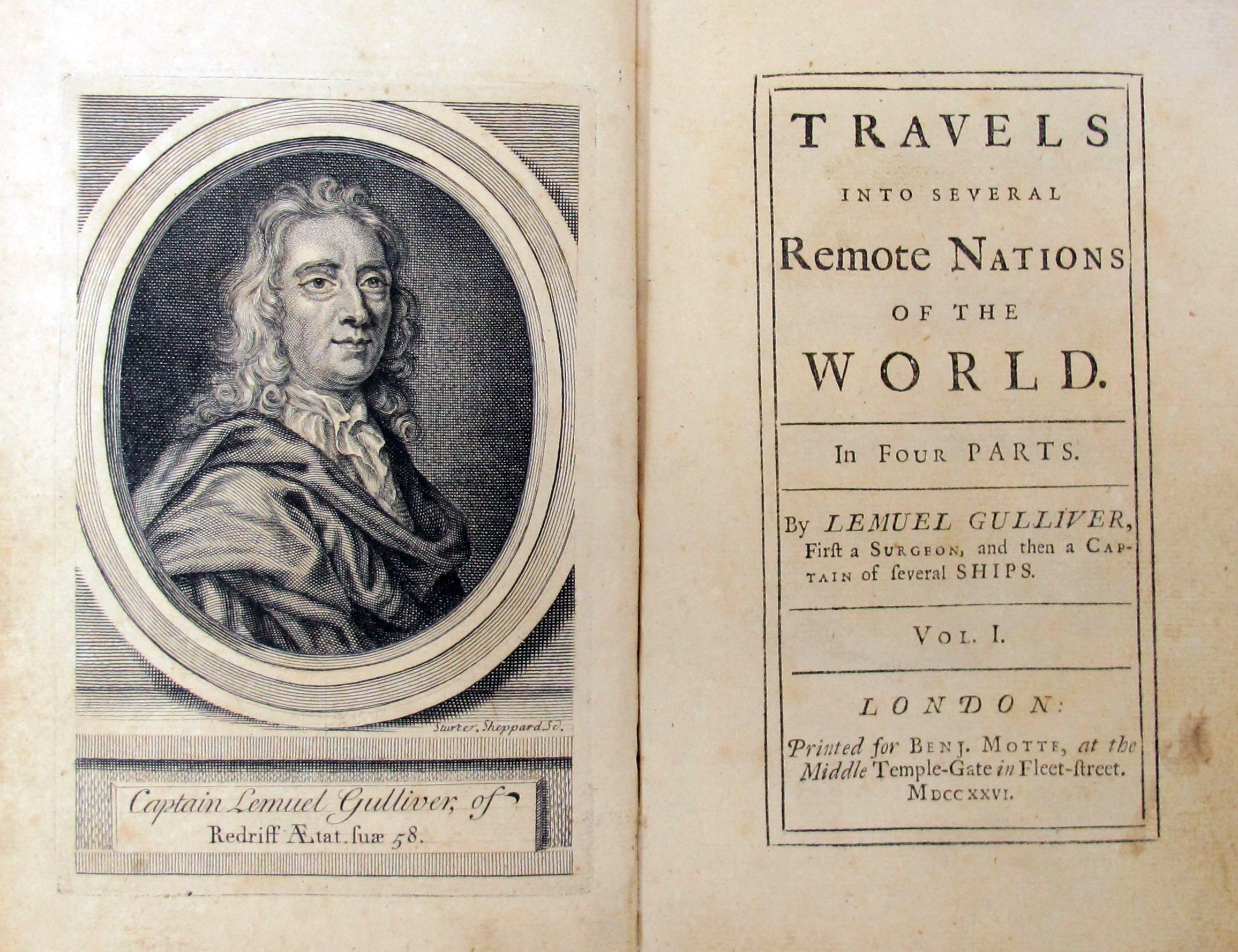
Eerste pagina van het oorspronkelijke boek uit 1726

Swifts boek kon echter niet zomaar worden verfilmd. In het oorspronkelijke werk ligt de nadruk op de sociale satire: de Lilliputters hebben bijvoorbeeld een uitgebreide en ridicule sociale hiërarchie. Fleischers film moest echter een breed toegankelijke familiefilm worden, en de hiërarchie werd vervangen door een eenvoudig koningschap. Desalniettemin wilde Max Fleischer, in navolging van Swift, wel een sociale boodschap verkondigen. Daarom moesten de twee volken aan het einde de dwaasheid van hun oorlog inzien en vrede sluiten.
Een ander verschil met het oorspronkelijke boek is het aantal landen dat Gulliver bezoekt. In de film bezoekt Gulliver alleen het land Lilliput. In het boek reist hij ook naar de landen Brobdingnag, Laputa, Balnibarbi, Glubdubdribb, Luggnagg, Japan en het land der Houyhnhnms.
Oorspronkelijk was het de bedoeling om de rol van Gulliver te laten spelen door Popeye. Later besloten de Fleischers dat Gulliver een serieus personage moest worden; de cartoonachtige Popeye was hiervoor niet geschikt.
Gulliver's Travels mocht van de Fleischers beslist geen horrorelementen bevatten. Alle personages zijn uiteindelijk vriendelijk en goedaardig; de conflicten ontstaan door onwetendheid, niet door slechtheid. De Fleischers reageerden hiermee op de kritieken op Disneys Sneeuwwitje. Die film kreeg een aantal slechte kritieken, omdat een aantal scènes en personages te eng voor kinderen zou zijn – zoals Sneeuwwitjes dood, de geraamtes, de gieren en de gemene heks.
Bij de productie van Gulliver werd gebruikgemaakt van de rotoscoop, een uitvinding van Max Fleischer zelf. Hiermee werden de bewegingen van een acteur gefilmd en omgezet in animatiebeelden. De Gulliver uit de film kon daardoor realistisch overkomen, net als prins David en prinses Glory. Hierdoor nam tevens het contrast met de stripfiguurachtige overige Lilliputters toe.
Om de juiste acteur voor het personage van Gulliver te vinden, werd een radio-oproep gedaan om auditie te doen. De betrokken radiopresentator Sam Parker reageerde zelf ook en werd uitgekozen, omdat zijn stem en motoriek geschikt waren voor die van Gulliver. Parker speelde na Gulliver's Travels nog enkele keren Clark Kent in de Superman-reeks van de Fleischers.

## Ontvangst
De film Gulliver's Travels was uiteindelijk eind 1939 klaar. Op 18 november ging hij als eerste in première in het Sheridan Theater te Miami Beach, de nieuwe thuisbasis van de Fleischers. Na de eerste week bleek dat iedere voorstelling van Gulliver's Travels in Sheridan was uitverkocht. Het Colony Theatre, ook in Miami Beach, begon kaartjes te verkopen voor $ 100 per stuk, waarbij men tijdens de voorstelling een exclusief diner kreeg. De opbrengst ging naar een goed doel.
Op 20 december 1939 ging de film in de hele Verenigde Staten in première. Het werd net als Sneeuwwitje een commercieel succes.
Onder de critici bevond zich Walt Disney, die over de film beweerde: "We can do better than that with our second-string animators." ("Zelfs met onze tweederangs tekenaars kunnen wij beter dan dat."). Het karakter Gabby bleek zo populair te zijn dat de Fleischers hem later verwerkten in enkele korte tekenfilms.
Paramount en Fleischer besloten na dit succes een tweede avondvullende tekenfilm te maken, Mister Bug Goes to Town. Tijdens de productie hiervan ontstond de ruzie die uiteindelijk tot het faillissement van de Fleischers zou leiden.

## Nominaties
Gulliver's Travels werd genomineerd voor twee Oscars in 1940. Beide vielen in de categorie "beste muziek". De ene nominatie was voor componist Victor Young voor de muziekcompositie. De andere was voor liedjesschrijver Ralph Rainger en tekstschrijver Leo Robin voor het lied "Faithful Forever".